# Cło (województwo świętokrzyskie)
Cło – wieś sołecka w Polsce położona w województwie świętokrzyskim, w powiecie kazimierskim, w gminie Kazimierza Wielka.
W latach 1975–1998 miejscowość administracyjnie należała do województwa kieleckiego.
Według spisu powszechnego z roku 1921 we wsi Cło spisano 20 domów 127 mieszkańców.

## Historia
W wieku XIX,  Cło opisano jako – wieś w powiecie pińczowskim, gminie Kazimierza Wielka, parafii Kazimierza Mała. 

W 1827 r. były tu 29 domy 162 mieszkańców.